# Vitabäckskällan
Vitabäckskällan este o arie protejată (arie specială de conservare — SAC, sit de importanță comunitară — SCI) din Suedia întinsă pe o suprafață de 0,77 ha, integral pe uscat.

## Localizare
Centrul sitului Vitabäckskällan este situat la coordonatele 55°35′18″N 13°47′06″E / 55.5883°N 13.7849°E.

## Înființare
Situl Vitabäckskällan a fost declarat sit de importanță comunitară în iulie 2000 pentru a proteja 2 specii de animale. Situl a fost protejat și ca arie specială de conservare în martie 2011.

## Biodiversitate
Situată în ecoregiunea continentală, aria protejată conține 2 habitate naturale: Mlaștini alcaline, Păduri aluvionare cu Alnus glutinosa și Fraxinus excelsior (Alno-Padion, Alnion incanae, Salicion albae).
La baza desemnării sitului se află mai multe specii protejate de  nevertebrate (2): Vertigo angustior, Vertigo geyeri.